# Qırmızı Qäsäbä
Qırmızı Qäsäbä (azerbajdzjanska: Qırmızı Qəsəbə; ryska: Красная Слобода, Krasnaja Sloboda) är en ort i Azerbajdzjan. Den ligger i distriktet Quba Rayonu, i den nordöstra delen av landet, 160 km nordväst om huvudstaden Baku. Qırmızı Qäsäbä ligger 569 meter över havet och antalet invånare var 3 557 år 2010.
Qırmızı Qäsäbä är den mest bemärkta kaukasiska bergsjudiska bosättningen i Kaukasien. I Qırmızı Qäsäbä talas framför allt juhuri eller judeo-tat.
Qırmızı Qäsäbä anses var världens sista kvarlevande shtetl.

## Geografi
Terrängen runt Qırmızı Qäsäbä är kuperad åt sydväst, men åt nordost är den platt. Runt Qırmızı Qäsäbä är det ganska glesbefolkat, med 48 invånare per kvadratkilometer.. Närmaste större samhälle är Quba, 1,2 km söder om Qırmızı Qäsäbä.
Trakten runt Qırmızı Qäsäbä består till största delen av jordbruksmark.